# Некрошайте, Тересе
Тересе Некрошайте (лит. Teresė Nekrošaitė; род. 19 октября 1961, Bitvanas, Каунасское районное самоуправление) — советская и литовская легкоатлетка, специалистка по метанию копья. Выступала за сборные СССР и Литвы по лёгкой атлетике в 1980-х и 1990-х годах, победительница всесоюзных и республиканских первенств, участница летних Олимпийских игр в Барселоне. Тренер по лёгкой атлетике.

## Биография
Тересе Некрошайте родилась 19 октября 1961 года в деревне Битванас Каунасского района Литовской ССР.
Занималась лёгкой атлетикой в Каунасе, в разное выступала за добровольные спортивные общества «Труд», «Жальгирис», «Нямунас». Проходила подготовку под руководством заслуженных мастеров спорта Бируте Викторовны Каледене и Елены Егоровны Горчаковой.
С начала 1980-х годов входила в число сильнейших литовских копьеметательниц, неоднократно выигрывала республиканское первенство в данной дисциплине.
Первого серьёзного успеха на всесоюзном уровне добилась в сезоне 1983 года, когда в метании копья выиграла бронзовую медаль на зимнем чемпионате СССР по метаниям в Адлере. Позднее также получила серебро и бронзу на соревнованиях в Леселидзе.
В 1985 году вновь стала бронзовой призёркой на зимнем чемпионате СССР по метаниям в Адлере, взяла бронзу на летнем чемпионате СССР в Ленинграде. Будучи студенткой, представляла Советский Союз на Всемирной Универсиаде в Кобе, где показала в метании копья восьмой результат.
В 1987 году выиграла серебряную медаль на всесоюзных соревнованиях в Москве, была лучшей в Каунасе, заняла восьмое место на Всемирной Универсиаде в Загребе.
В 1988 году стала четвёртой в Адлере и второй в Риге, показала пятый результат на чемпионате СССР в Таллине.
В 1989 году завоевала бронзовую награду на зимнем чемпионате СССР по метаниям в Адлере.
После распада Советского Союза Некрошайте ещё в течение некоторого времени оставалась действующей спортсменкой и продолжала участвовать в международных соревнованиях в составе литовской национальной сборной. Так, в 1992 году она представляла Литву на международном турнире в Дуйсбурге, где выиграла серебряную медаль и установила личный рекорд с копьём старого образца — 67,64 метра. Благодаря череде успешных выступлений удостоилась права защищать честь страны на летних Олимпийских играх в Барселоне — здесь на предварительном квалификационном этапе метнула копьё на 58,28 метра, чего оказалось недостаточно для выхода в финал.
В 1993 году среди прочего выиграла турнир в Риге, стала пятой на Бислеттских играх в Осло, восьмой на турнире ASV-Sportfest в Кёльне и седьмой на Мировом классе в Цюрихе. Принимала участие в чемпионате мира в Штутгарте — благополучно вышла в финал, но затем провалила три оставшиеся попытки. Заняла восьмое место на Мемориале Ван Дамме в Брюсселе.
В 1994 году выступила ещё на нескольких крупных международных турнирах, отметилась выступлением на Играх доброй воли в Санкт-Петербурге — с результатом 57,66 стала в метании копья четвёртой.
Завершив спортивную карьеру, в 1995—2010 годах работала тренером в каунасской легкоатлетической школе «Вилтис». Подготовила ряд титулованных спортсменок мирового уровня, в частности среди её воспитанниц такие известные копьеметательницы как Рита Раманаускайте, Индре Якубайтите и др.